# Karlheinz Barwasser
Karlheinz Barwasser (* 26. Juni 1950 in Paderborn) ist ein deutscher Schriftsteller.

## Leben
Karlheinz Barwasser wuchs im westlichen Rheinland auf. Er arbeitete als Fotodesigner. Seit 1979 ist er freier Schriftsteller. Barwasser lebt und arbeitet heute in München. Er ist Verfasser von Erzählungen, Essays, Gedichten und zahlreichen Hörspielen und anderen Rundfunkbeiträgen.
Barwasser erhielt u. a. 1986 ein Förderstipendium des Landes Nordrhein-Westfalen, 1992 ein Stipendium der Landeshauptstadt München sowie 1996 den Salzburger Erostepost-Literaturpreis und den 2. Förderungspreis Lyrikpreis Meran.

## Werke
- Der Schlauch, Berlin 1980.
- Kaputte Sommertage in S., Bielefeld 1981.
- Schwulenhatz – eine Dokumentation, Bielefeld 1981.
- … doch Zufall ist hier nichts, Köln 1982 (zusammen mit H. J. Vincenti Dudek).
- Seelenhunger, Miltenberg 1982.
- Nachtwellen (zusammen mit Herbert Schneidewind), Hannover 1983.
- Das erste halbe Jahr, Hannover 1983.
- Noch mal davongekommen, Zürich 1983.
- Wider die Räuber, Hannover 1984.
- Im eigenen Schatten (zusammen mit Robert Stauffer), Köln 1986.
- Polyglotte (zusammen mit Robert Stauffer), Köln 1986.
- 2 Männer (zusammen mit Robert Stauffer), Köln 1986.
- Das Ypsilon der verdrehten Achsel, München 1992.
- Richtungen, München 1995.
- Mutterkorn, München 1996.
- Topographien, München 1997.
- Der Bilderesser, Duisburg 1998.
- Fleisch: Köder, Stora Verlag, München 1998; ISBN 3-929045-64-8.
- ÜberGänge, Stora Verlag, München 2000; ISBN 3-929045-61-3.
- Passover, Stora Verlag, München 2001; ISBN 3-929045-67-2.
- Schöne Tiere zuletzt, Stora Verlag, München 2021; ISBN 978-3-929045-69-7.
- Krank, Stora Verlag, München 2022; ISBN 978-3-929045-44-4.
- Vorletzte Inventur, München 2024; ISBN 978-3-929045-71-0.

## Hörspiele und Features
- urbi et orbi, 1985 (Autorenproduktion, zusammen mit Robert Stauffer)
- Der Turm, 1985
- Die Liebe zu seinem Bewacher, 1985
- Die Gesinnungsbörse, 1986 (Autorenproduktion, zusammen mit Robert Stauffer)
- Am Morgen danach, 1986 (Autorenproduktion, zusammen mit Robert Stauffer)
- Polyglotte – eine Hörverunsicherung, 1986 (Autorenproduktion, zusammen mit Robert Stauffer)
- Laßt mich bitte noch mal von vorn anfangen, 1987 (Autorenproduktion)
- Der Deuvel ist bang vor mir, 1987 (Autorenproduktion, zusammen mit Dagmar Töpfer)
- Kathleen im Turm, 1987 (Autorenproduktion)
- Apokalypse, 1987 (Autorenproduktion)
- Tatort Wohnmaschine, 1988
- Jeanne de Jeannette du monde – Wo der Kampf beginnt, 1988 (Autorenproduktion)
- Revolutionscollage: André Chénier, 1988/89 (zusammen mit Michael Peter und Robert Stauffer)
- Eukalyptusgarten, 1988
- Die Rundfunkseelsorge, 1988
- Frohe Ostern, 1988
- Robinson muss sterben, 1989
- Brilium, 1989 (zusammen mit Robert Stauffer)
- Der Anschlag, 1989
- 6 Lieder vom Tag, 1989 (Autorenproduktion)
- RadiOh!, 1989 (Autorenproduktion, zusammen mit Robert Stauffer)
- Kein Traum kann dich betrügen, 1990 (Autorenproduktion)
- Seinen Baum suchen, 1990 (Autorenproduktion)
- Die meisten wollen ja offen, 1990 (Autorenproduktion)
- Deadline, 1991 (Autorenproduktion)
- Babylon. Eine Deformation, 1991 (Autorenproduktion)
- Kein Schrei von deinen Lippen, 1991
- Gesang vom Untergang, 1991
- Vor meinen Augen ist es kalt, 1991
- Said: Wo ich sterbe ist meine Fremde, 1992
- Allegro Barbaro, 1992 (zusammen mit Robert Stauffer)
- Im falschen Körper, 1992
- Jüdisch, links und schwul, 1992 (zusammen mit Robert Stauffer)
- Und trotzdem, 1993 (Autorenproduktion)
- Fallen…, 1994
- The Skies Over Bagdad, 1995 (Autorenproduktion)
- Wiesn-Herrlichkeit oder Die Bierolympiade, 1996 (Autorenprod., zus. mit Robert Stauffer)
- ÜberGänge, 1997
- Bilderfressen, 1997
- Eine einzige Hitlerey in Stein?, 1998 (Autorenproduktion, zusammen mit Robert Stauffer)
- Vorwärts immer Rückwärts nimmer, 1999 (Autorenproduktion, zusammen mit Robert Stauffer)
- Go West, 1999 (Autorenproduktion)
- Jahrhunderttempel, 2001
- WAR!, 2001 (Autorenproduktion)
- Chalaf, 2002
- 11:09:01, 2002 (Autorenproduktion)
- Halacha und Haskala, 2005
- Vernon Cherry Call Home, 2008
- Bilderfressen II, 2019

## Herausgeberschaft
- Schrei Deine Worte nicht in den Wind, Tübingen 1982
- Mauern, Hannover 1983
- Im Abseits, Hannover 1983
- Lovestories, Köln 1986 (zusammen mit Robert Stauffer)
- cet – Zeitschrift für Literatur, München 1997–2000
- PCetera – Die Literatur-CD, München 1993